# Сартъёган (приток Вон-Гунъёгана)
Сартъёган (устар. Сарт-Еган) — река в России, протекает по Нижневартовскому району Ханты-Мансийского АО. Устье реки находится в 7 км по правому берегу реки Вон-Гунъёган. Длина реки составляет 25 км. В среднем течении река впадает в озеро Щучье и вытекает из него.

## Данные водного реестра
По данным государственного водного реестра России относится к Верхнеобскому бассейновому округу, водохозяйственный участок реки — Обь от впадения реки Вах до города Нефтеюганск, речной подбассейн реки — Обь ниже Ваха до впадения Иртыша. Речной бассейн реки — (Верхняя) Обь до впадения Иртыша.
Код объекта в государственном водном реестре — 13011100112115200044406.